# 圓斑方瓢蟲
圓斑方瓢蟲（学名：Pseudoscymnus orbiculatus）为瓢蟲科方瓢蟲屬下的一个种。